# Arnould Humblot-Conté
Arnould Humblot-Conté est un homme politique français né le 7 novembre 1776 à Villefranche-sur-Saône (Rhône) et mort le 22 janvier 1845 à Chalon-sur-Saône (Saône-et-Loire).

## Biographie
Fils de Jean-Baptiste Humblot, député aux États généraux, négociant, il se retrouve par son mariage (en 1794) avec la fille de Nicolas-Jacques Conté à la tête de la fabrique de crayons Conté. Maire de Saint-Ambreuil, où il est propriétaire du château de la Ferté, acheté par son père, il est député de Saône-et-Loire de 1820 à 1824, puis député du Rhône de 1827 à 1831, siégeant à gauche et signant l'adresse des 221. Il est pair de France de 1832 à 1845. Conseiller général de 1829 à 1845, il est président du conseil général de Saône-et-Loire en 1831, 1832, 1834, 1835 et 1838.
Il eut plusieurs filles, Jeanne, Victoire et Cécile Humblot. Sa fille aînée, Jeanne , née en 1795, épouse en 1814 le chimiste, baron Louis-Jacques Thénard, le couple ont eu trois enfants, Arnould, Louis et N. Thénard.

## Sources
- « Arnould Humblot-Conté », dans Adolphe Robert et Gaston Cougny, Dictionnaire des parlementaires français, Edgar Bourloton, 1889-1891 [détail de l’édition]